# 斯特凡尼娅·费尔南德斯
斯特凡尼婭·费爾南德斯（Stefanía Fernández，1990年9月4日—），2008年度委內瑞拉小姐和2009年度環球小姐競選冠軍。

## 2008年度委內瑞拉小姐競選
费爾南德斯於2008年9月10日參加於委內瑞拉首都加拉加斯舉行的2008年度委內瑞拉小姐奪得冠軍，賽前，她是其中一位頂頭大熱的佳麗。她不但奪得冠軍，還奪得「最上鏡小姐」、「最佳面孔」、「最佳身體」和「優雅小姐」等獎項。她是第二名代表特魯希略州奪得委內瑞拉小姐冠軍的佳麗（第一位是1986年環球小姐冠軍——Bárbara Palacios）。

## 2009年度環球小姐小姐競選
费爾南德斯代表委內瑞拉出戰於巴哈馬首都拿騷的亞特蘭蒂斯度假中心舉行的2009年度環球小姐競選，於賽前被視為次熱門佳麗。結果於預賽中成功進入前15名。在泳裝環節中，以8.760分（第四名）進入前10名，在晚禮服環節中，以8.869分（第五名）進入前5名。她是自去年達亞娜·門多薩代表委內瑞拉奪得2008年度環球小姐冠軍後，連續第二年代表委內瑞拉奪得環球小姐冠軍，創出環球小姐歷史上先河。她亦是第六位代表委內瑞拉奪得環球小姐冠軍之佳麗。由于本次胜利，费尔南德斯能够进入吉尼斯世界纪录。

## 個人資料
费爾南德斯擁有西班牙、俄羅斯、烏克蘭和波蘭血統。身材傲人，豪乳挺拔。她喜愛打網球和游泳。父親卡洛斯·費爾南德斯於2005年在委內瑞拉巴里納斯被綁架5天。

## 外部連結
- 委內瑞拉小姐官方網站 （页面存档备份，存于）
- 委內瑞拉小姐斯特凡尼婭·費爾南德斯 （页面存档备份，存于）
- 委內瑞拉小姐斯特凡尼婭·費爾南德斯背景[永久]